# Heilarbeit
Der Begriff Heilarbeit wird praktisch ausschließlich für energetische oder spirituelle Herangehensweisen in der Alternativmedizin und der alternativen Psychotherapie verwendet. Das erklärte Ziel der Heilarbeit ist somit traditionell das Beheben einer körperlichen Erkrankung oder psychischen Störung.
Das Wort Heilarbeit subsumiert somit zwei Strömungen. Es besteht zum einen ein Bezug zur Energiemedizin mit Ansätzen an den Auraschichten (Occident), dem Chakrensystem (Indien) oder dem Meridiansystem (China).  Zum anderen impliziert Heilarbeit Ansätze der Geistheilung aus religiösen Traditionen (z. B. schamanischer oder christlicher Background) und neuen spirituellen Richtungen (z. B. Reiki).

## Praktische Arbeitsweise
Die Gruppe der praktischen Verfahren der Heilarbeit ist inhomogen und umspannt unterschiedlichste Herangehensweisen der energetischen und spirituellen Behandlung. Vielerlei Ansätze wurden traditionellen religiösen Heilritualen entlehnt, manche wiederum neu konzipiert, weshalb die Heilarbeit den Religionen gleichermaßen zugeordnet werden kann wie der Esoterik oder der alternativen Medizin und Psychotherapie.
Zur Heilarbeit gehören dadurch vielfältige Methoden der Heilung und Selbstheilung wie:
- Energiekörper basierte Methoden: Auraarbeit, Shiatsu, Klangtherapie (z. B. mithilfe von Klangschalen oder Qigongkugeln), Chakrenarbeit[1], Chi Gong, Handauflegen, Prana-Heilung, Reiki, Tai Chi, Jin Shin Jyutsu
- Geistig-Spirituelle Ansätze wie Channeling, Clearings, Exorzismus, klassische Geistheilung[2], Lichtarbeit[3] oder Spiritismus[4] oder HumanQuantenEnergetik[5].
- Bewusstseinsverändernde Ansätze: Trance (Abwesenheits- oder Anwesenheitstrance), durch Atmung, Bewegung, Ton, oder Drogen z. B. im Schamanismus[6], oder im Theta Healing.

Eine Abgrenzung der Heilarbeit von der Medizin oder der Psychotherapie beruht auf ihrem holistisch-spirituell ausgerichteten Welt- und Menschenbild (Stichwort Seele) sowie deren Einbeziehung energetischer Aspekte jenseits wissenschaftlich anerkannter physikalischer Modelle.